# Anker Alfonz
Kismartoni Anker Alfonz (Budapest, 1925. augusztus 8. – Kaposvár, 1979. november 1.) állattenyésztő, genetikus. 
Régi katonacsalád leszármazottja. Nem szerzett mezőgazdasági diplomát. Ősei több generáción keresztül lótenyésztéssel foglalkozó szakemberek voltak. Apja kismartoni Anker Sándor (Pozsonyszentgyörgy, 1898. május 29. – ?) a komáromi méntelep parancsnoka volt. Édesanyja: Léderer Mária.

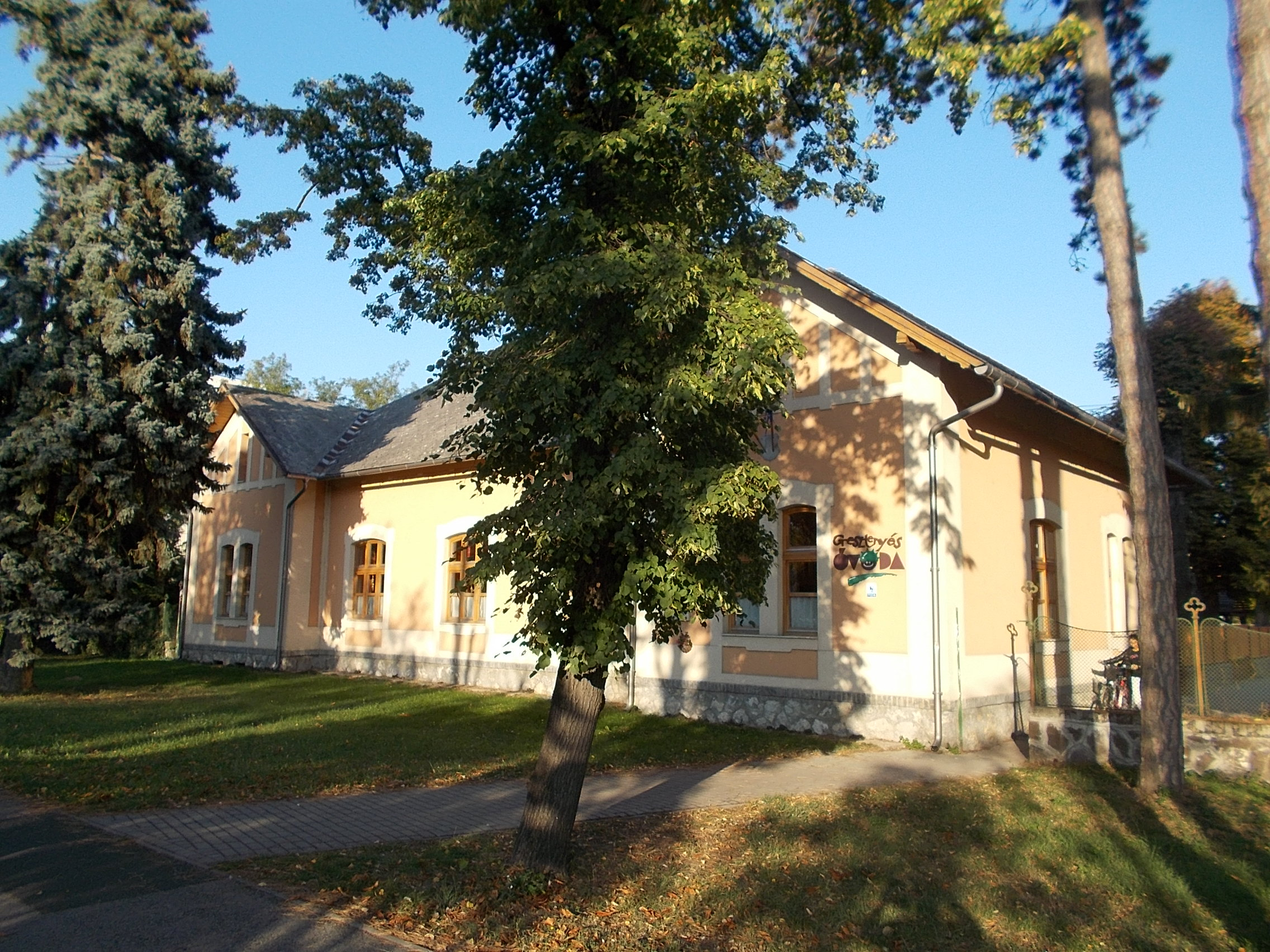
Anker család háza, a korábbi ménesbirtok része. Komárom, Igmándi utca

Leánya: Anker Irma röplabdázó.

## Élete
Pályaválasztását meghatározták családi hagyományai, ő is méneskari tiszt szeretett volna lenni, de a világháború közbeszólt. Középiskolai tanulmányait a pécsi katonai főreáliskolában, felsőfokú tanulmányait a Ludovika Akadémián végezte el 1943. június 1. és 1944. november. 15. között. 1944-ben Körmenden huszárhadnaggyá avatták és a 6. újonckiképző huszárszázad állományában azonnal Németországba, Lüneburgba vezényelték. Németországban 1945. május 2-án angol hadifogságba esett, ahonnan több, büntetésekkel növelt szökési kísérlet után 1947 januárjában érkezett haza. Ezután 1948-ig a bécsi Spanyol Lovasiskolában lovagolt, s a lipicai fajta kutatásával foglalkozott.
Az 1950-es években több ménesnél (Tata-Remeteségi Állami Ménescsikótelepen, mint törzskönyv-vezető, 1948–1952; az alagi tréningtelepen, 1952–1958 és a hortobágyi mátai ménesnél, 1958–1962) dolgozott, ahol származástani kutatásokat végzett, s új populációgenetikai eljárásokat dolgozott ki. Származástani kutatásokat végzett, az összes Magyarországon tenyésztett lófajtának visszakereste eredetét 1786-ig. A lótenyésztési ágazat átszervezése miatt Ohatra helyezték, ahol már mangalica, juh és tyúknemesítéssel foglalkozott. Rövid, tiszafüredi termelőszövetkezetben főállattenyésztő munkakörben eltöltött idő után 1962-ben Guba Sándor meghívta a Kaposvári Mezőgazdasági Felsőfokú Technikumba. Az 1968-tól már főiskolai rangú intézmény (majd később Kaposvári Egyetem) tudományos munkatársaként, itt dolgozott 1979-ig.

## Jelentősége
A lótenyésztéssel kapcsolatos kutatásokat sokáig kiemelkedő intenzitással végezte, mely családi örökség volt nála. Az öröklés, a küllem, a szaporítás, a rideg tartás (a hortobágyi kis nóniusz) kérdéseiről számos tanulmányt, sőt Genetika a lótenyésztésben címmel tankönyvet is írt hallgatóinak. Kiemelkedő jelentőségűek a juh, a baromfi- és a sertéstenyésztés területén elért eredményei is. Utóbbi ágazatban csak másfél évig dolgozott, de pl. a KA-HYB (kaposvári hibrid) sertés kitenyésztése 1968-tól elsősorban az ő érdeme.  E témában is közel ötven tanulmányt, cikket tett közzé. 1968-ban 12 termelőszövetkezet megalakította a Kaposvári Hibridsertést (KA-HYB) Tenyésztő és Értékesítő Közös Vállalatot, melynek igazgatóhelyetteseként irányította a gyakorlati megvalósítást. A hibridsertés előállításáról részletesen beszámolt a FEZ (Állattenyésztők Európai Szövetsége) versailles-i konferenciáján 1971-ben. Az Országos Fajtaminősítő Tanács 1972 novemberében „államilag elismert” fajtának nyilvánította a Ka-Hyb (Kaposvári Hibrid) elnevezésű sertést, amely 1973 elején – mint önálló fajta – a végleges állami elismerést is megkapta. Szorgalmazta a mangalica tenyésztésének vizsgálatát, fejlesztését, a köztenyésztésbe való visszahozását, amely ekkor nem ért célt. Ohati időszakában foglalkozott a juh gyapjúminőségének javítási, és a baromfiak tojásszaporulat-növelési kérdéseivel. 
A postagalamb-tenyésztés gyermekkori kedves foglalatossága volt. E területen együtt dolgozott Kottek Károllyal, akivel már 1948 óta közös tenyészetet tartottak fenn. Anker a tenyésztés (populációgenetikai, hibridizációs vizsgálatokkal foglalkozott), Kottek a versenyeztetés szempontjait tartotta elsődlegesnek. Számos fajtát exportáltak nem csak Európa számos országába, hanem Amerikába és Kanadába is. E témában is száznál több tanulmányt írt, melyet Repülő keresztrejtvény című könyvében foglalt össze 1972-ben. Az Országos Galambászsport Szövetség tagja volt.
1976-ban Eötvös-díjjal tüntették ki.

## Művei
- A KA-HYB sertéstenyésztő üzemek termelési eredményei (Budapest, 1972)
- A repülő keresztrejtvény (a galamb tenyésztésről). Budapest, 1972. 2. kiadása 1996. Sajtó alá rend. Anker Irma.
- A KA-HYB nemesítési metodikája. Kaposvár, 1973
- A sertések genetikája, tenyésztési eljárások értékelése a hibridizáció tükrében. (A sertéshibridek szerepe a hústermelés fokozásában. Szerk. Mikolai Ferenc.) Gödöllő, 1977.

## Emlékezete
- Sírjának képe, Kaposvári temető
- Emlékét Komáromban kőemléktábla őrzi (Márkus Péter alkotása, 1999).
- Róla nevezték el továbbá az "Anker Alfonz Hagyatéka" Alapítványt (a magyar postagalambsport fejlesztéséért).
- 1984-ben a Kaposvári Egyetem Állattenyésztési Kar körépületének aulájában (Kaposvár, Guba Sándor utca 40.) felállították bronz mellszobrát (Humenyánszky Jolán alkotását)